# Gerd Deutschmann (Schauspieler)
Gerd Deutschmann (* 24. Juli 1935 in München; † 21. Dezember 2011 ebenda) war ein deutscher Schauspieler.

## Leben
Deutschmann spielte zunächst Theater und verdiente seinen Lebensunterhalt nebenbei als Taxifahrer. Seit den 1970er Jahren spielte er diverse Nebenrollen im Fernsehen, unter anderem im Tatort, in den Serien Löwengrube, Forsthaus Falkenau, Weißblaue Geschichten und im Komödienstadl. Er spielte 1980 in der Serie Derrick (Folge 70: Ein tödlicher Preis) mit. Er war auch in mehreren Werbespots zu sehen, unter anderem für die 300-Gramm-Tafel von Milka. 2006 warb er mit David Beckham für Pepsi. Ab 2008 war er für den deutschen Tiefkühlkosthersteller Iglo Darsteller des Käpt’n Iglo. In der Hörspielserie Die Grandauers und ihre Zeit spielte er den Wachtmeister Ringseis.
Deutschmann war verheiratet und hatte zwei Töchter. Er starb am 21. Dezember 2011 nach kurzer, schwerer Krankheit.

## Filmografie (Auswahl)
- 1970–1985: Aktenzeichen XY … ungelöst (6 Folgen)
- 1975: Tatort – Als gestohlen gemeldet
- 1975: Tatort – Das zweite Geständnis
- 1979–1989: Der Alte (5 Folgen)
- 1980–1990: Derrick (3 Folgen)
- 1980: Tatort – Spiel mit Karten
- 1981: Tatort – Im Fadenkreuz
- 1984 bis 2005 – Der Komödienstadel
  - 1984: Der Senior – als Wurzer, Waldprophet
  - 1985: Der Onkel Pepi – als Bader, Kriminalbeamter
  - 1987: Doppelselbstmord – als Lehner, Bauer
  - 1993: Die Kartenlegerin – als Richter
  - 1999: Der Leberkasbaron – als Freiherr von Watzmann, Adjutant
  - 2002: Heldenstammtisch – als Veit
  - 2004: Der Prinzregentenhirsch – als Zirngiebel
  - 2005: Herzsolo – als Königlicher Kurier
- 1990–1991: Löwengrube (3 Folgen)
- 1993–1997: Wildbach (2 Folgen)
- 1993–2001: Weißblaue Geschichten (3 Folgen)
- 1995–2002: Forsthaus Falkenau (7 Folgen)
- 1997: Ein Bayer auf Rügen (2 Folgen)